# 彼得·奧爾德斯

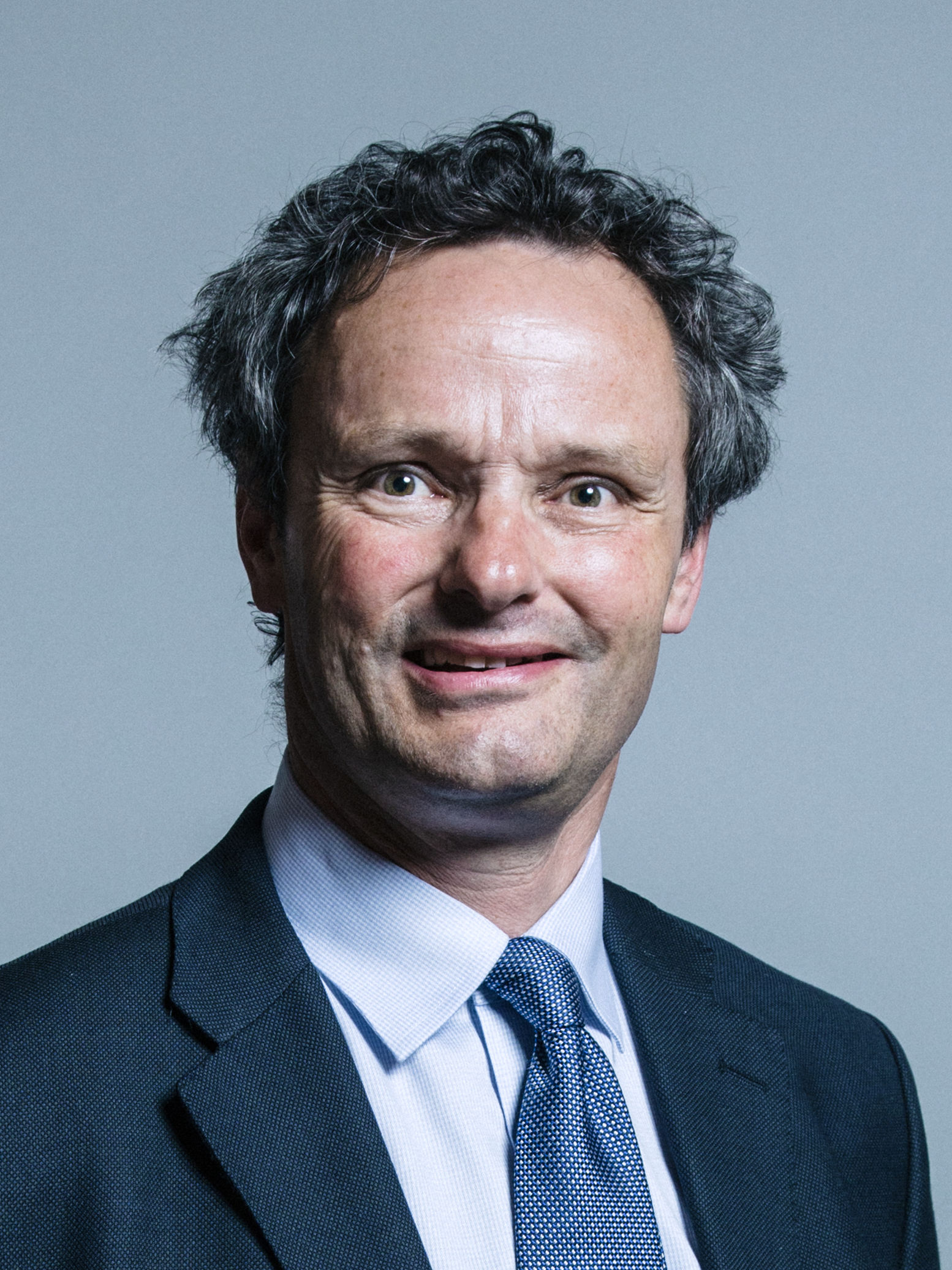

彼得·奧爾德斯（1961年8月26日—）是一位英格蘭政治人物，他的黨籍是保守黨。自2010年開始，他擔任韋弗尼選區選出的英國下議院議員。他畢業於雷丁大學。